# Brilliance of the Seas
Die Brilliance of the Seas ist ein im Jahr 2002 in Dienst gestelltes Kreuzfahrtschiff der Reederei Royal Caribbean International. Sie gehört zur Radiance-Klasse und hat drei Schwesterschiffe.

## Geschichte
Die Kiellegung der Brilliance of the Seas erfolgte am 25. Juni 1998 auf der Jos. L. Meyer GmbH Werft in Papenburg, Deutschland. Am 1. Dezember 2001 wurde das überdachte Baudock geflutet, das Schiff schwamm das erste Mal auf. Die Ausdockung erfolgt einige Monate später am 31. Mai 2002, kurz danach begannen die letzten Arbeiten am Ausrüstungspier. Der Bau des Schiffes kostete 350 Mio. US-Dollar.
Am 11. und 12. Juni 2002 wurde die Emsüberführung von der Werft in Papenburg nach Eemshaven durchgeführt. Im Anschluss fanden einige Testfahrten in der Nordsee statt, bei denen u. a. die maximale Geschwindigkeit ermittelt wurde. Nach Abschluss der Probefahrten am 20. Juni 2002 wurde das Schiff früher als ursprünglich geplant am 5. Juli 2002 in Eemshaven an Royal Caribbean International abgeliefert. Das Schiff kam unter der Flagge der Bahamas mit Heimathafen Nassau in Fahrt. Getauft wurde das Schiff am 22. August 2003 in New York. Taufpatin war Whoopi Goldberg. Von dort startete die erste Fahrt via Amsterdam nach Harwich, England.
Marilyn Ofer, Mitglied im Vorsitz des Holocaust Educational Trust, war Patin bei der Taufe des Schiffes, welche am 12. Juli 2002 durchgeführt wurde. Am 15. Juli 2002 startete die siebentägige Jungfernfahrt von Harwich durch die norwegischen Fjorde. Im Anschluss wurde eine Serie von vier verschiedenen Kreuzfahrten von Harwich um die Britischen Inseln, in die norwegischen Fjorde, nach Skandinavien und Russland durchgeführt.
Vom 27. April bis zum 15. Mai 2008 wurde die Gasturbine der Brilliance of the Seas bei Blohm + Voss in Hamburg einer umfangreichen Wartung unterzogen. Hierzu wurde es in das Trockendock Elbe 17 – wie schon 2007 ihr Schwesterschiff, die Jewel of the Seas – geschleppt.

## Einsatzgebiete
Das Schiff war 2002 zunächst in Nordeuropa eingesetzt, zwischen 2003 und 2011 dann im Mittelmeer und der Karibik. 2010 wurde es in der Wintersaison erstmals zu Kreuzfahrten im Persischen Golf von Dubai aus eingesetzt.
Ihre derzeitigen Einsatzgebiete sind die Ostsee, sowie Norwegen und Island im Sommer, Kanada und Neuengland im Herbst und die Karibik im Winter.

## Antrieb

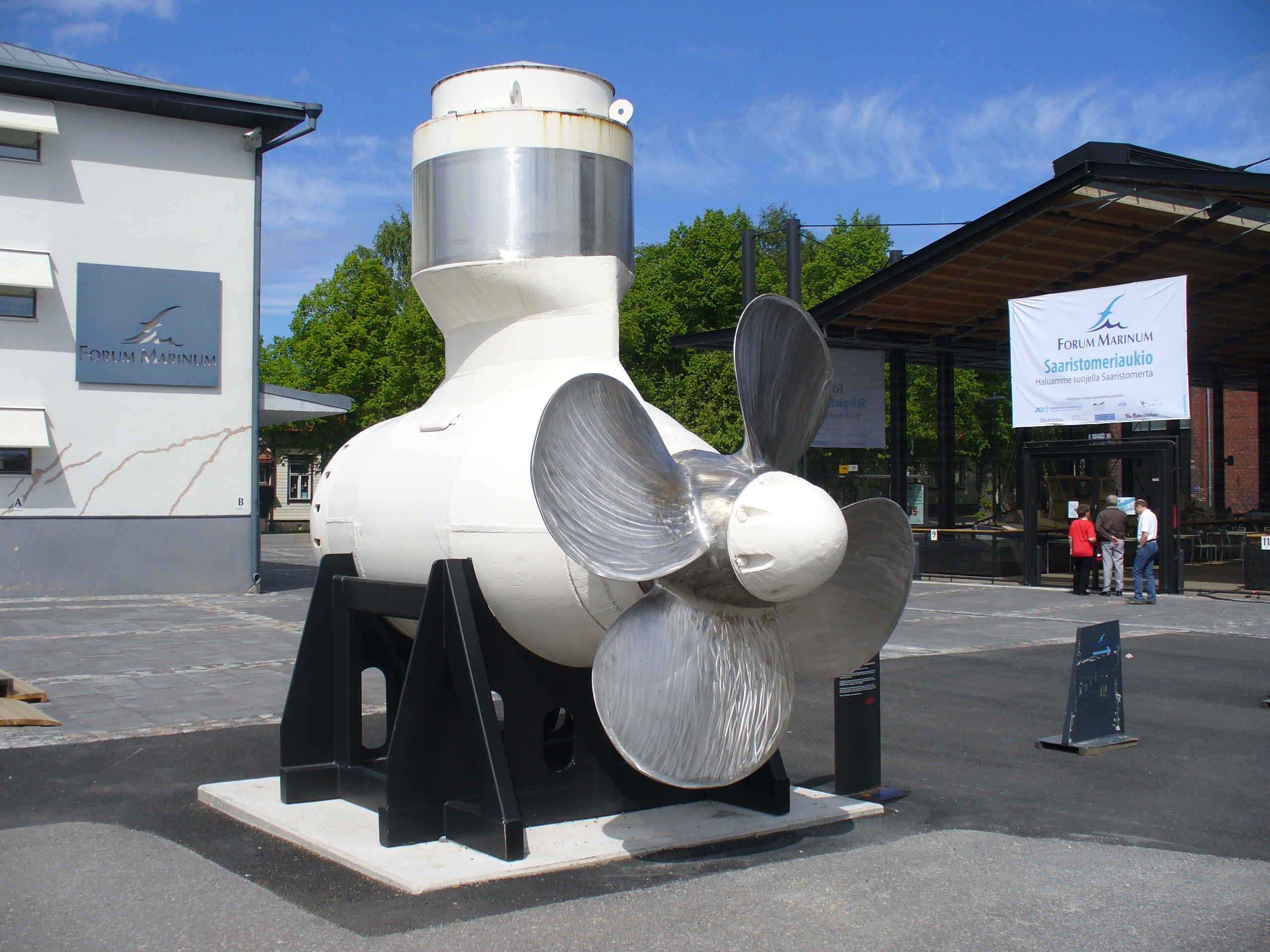
Azipod-Propellergondel

Bei der Brilliance of the Seas kommen zwei neuartige, um 360° drehbare Propellergondeln von ABB zum Einsatz. In jedem dieser Gondeln befindet sich ein Elektromotor mit einer Leistung von je 19,5 MW. Im Bug des Schiffes befinden sich des Weiteren drei Bugstrahlanlagen. Diese verleihen dem Schiff eine hohe Manövrierfähigkeit bei An- und Ablegemanövern. Die Elektrizität wird von zwei General Electric-Gasturbinen vom Typ LM2500 (je 20.000 kW), welche auf der CF6-6 basieren, sowie von einer Fincantieri-Dampfturbine (16.323 kW) erzeugt.

## Bordunterhaltung
Zu den typischen Bordunterhaltungen auf den Schiffen der Royal Caribbean International zählen Kletterwände, ein Joggingkurs, ein Basket- sowie ein Volleyballplatz, Golfsimulatoren, ein 9-Loch-Mini-Golfkurs sowie eine große Anzahl an Fitnessgeräten.
Zusätzlich gibt es an Bord eine Anzahl an selbstausgleichenden Billardtischen.

## Zwischenfälle
Im Juli 2005 verschwand George Allen Smith während seiner Hochzeitsreise auf der Brilliance of the Seas spurlos. Später fand man Blut an einem Teil des Schiffes unterhalb der Balkonkabinen. Nach einer Suche stellte sich heraus, dass George Allen Smith über Bord gefallen zu sein scheint. Später bekamen die Angehörigen eine Abfindung von rund einer Million US-Dollar.
Am 15. Oktober 2009 zerstörten schwere Sturmböen im Mittelmeer mehrere große Fenster des Schiffes und sorgten für große Verwüstung in 26 Abteilungen. Dies hatte zur Folge, dass die anschließende Kreuzfahrt von Barcelona nur verspätet beginnen konnte.
Am 12. Dezember 2010 geriet die Brilliance of the Seas auf der Fahrt nach Alexandria vor der Küste Ägyptens in schwere See. Große Teile der Inneneinrichtung wurden beschädigt, so dass drei größere öffentliche Bereich für den Rest der Kreuzfahrt gesperrt werden mussten. Teilweise fiel zusätzlich die Elektrizität aus – dies betraf aber keine wesentlichen Steuer- oder Navigationseinrichtungen auf dem Schiff.